# Linia 2 de tramvai din Szczecin
Tramvaiul 2 din Szczecin este o linie a tramvaiului din Szczecin (Tramwaje Szczecińskie) care începe din „Dworzec Niebuszewo”, situat în cartierul szczecinean Niebuszewo-Bolinko, și se termină la stația „Turkusowa” din cartierul Zdroje. Traseul tramvaiului are 18 de stații. Linia a fost deschisă în 1905.

## Traseu și stații

### Descrierea traseului
Tramvaiele liniei 2 pornesc din stația „Dworzec Niebuszewo” și circulă pe străzile Boguchwały, Asnyka și Kołłątaja. Traseul tramvaiului 2 continuă apoi în lungul străzilui Wyzwolenia. Tramvaiele liniei 2 circulă apoi pe piața Żołnierza Polskiego, alee Niepodległości și stradă Wyszyńskiego, după care intră pe stradă Energetyków, Gdańska, Eskadrowa și Hangarowa. Pe toată porțiunea de la Dworzec Niebuszewo și până la stația „Plac Rodła” tramvaiul 2 are traseu și stații comune cu tramvai 12.
| → Turkusowa | → Dworzec Niebuszewo |
| --- | --- |
| Dworzec Niebuszewo – Boguchwały – Asnyka – Kołłątaja – Wyzwolenia – Plac Rodła – Wyzwolenia – Plac Żołnierza Polskiego – Niepodległości – Brama Portowa – Wyszyńskiego – Energetyków – Gdańska – Basen Górniczy – Eskadrowa – Hangarowa – Jaśminowa – Turkusowa | Turkusowa – Jaśminowa – Hangarowa – Eskadrowa – Basen Górniczy – Gdańska – Energetyków – Wyszyńskiego – Brama Portowa – Niepodległości – Plac Żołnierza Polskiego – Wyzwolenia – Plac Rodła – Wyzwolenia – Kołłątaja – Asnyka – Dworzec Niebuszewo |

### Schema traseului
| Stație                   | Cartierul                              | Corespondențe |
| ------------------------ | -------------------------------------- | ------------- |
| Dworzec Niebuszewo       | Niebuszewo-Bolinko                     |               |
| Boguchwały1              | Niebuszewo-Bolinko                     |               |
| Niemcewicza              | Niebuszewo-Bolinko                     |               |
| Kołłątaja                | Niebuszewo-Bolinko, Śródmieście Północ |               |
| Odzieżowa                | Śródmieście Północ                     |               |
| Rayskiego                | Śródmieście Północ, Centrum            |               |
| Plac Rodła               | Centrum                                |               |
| Plac Żołnierza Polskiego | Stare Miasto                           |               |
| Brama Portowa            | Stare Miasto                           |               |
| Wyszyńskiego             | Stare Miasto                           |               |
| Energetyków              | Międzyodrze-Wyspa Pucka                |               |
| Port Centralny nż        | Międzyodrze-Wyspa Pucka                |               |
| Parnica nż               | Międzyodrze-Wyspa Pucka                |               |
| Merkatora nż             | Międzyodrze-Wyspa Pucka                |               |
| Basen Górniczy           | Międzyodrze-Wyspa Pucka                |               |
| Hangarowa nż             | Dąbie                                  |               |
| Jaśminowa ZUS            | Zdroje                                 |               |
| Turkusowa                | Zdroje                                 |               |

1 → Turkusowa

## Materialul rulant
Pe această linie circulă tramvaie Tatra KT4, Moderus Beta și Pesa Swing.
| Fișier | Tip          | Producător        | Punere în serviciu |
| ------ | ------------ | ----------------- | ------------------ |
|        | Moderus Beta | Modertrans Poznań | 2014–2018          |
|        | Pesa Swing   | Pesa              | 2010–2012          |
|        | Tatra KT4DtM | ČKD               | 1974–1997          |

## Exploatarea liniei
Linia 2 va fi exploatată, ca și celelalte linii de tramvai din Szczecin, de compania Tramwaje Szczecińskie.